# Даррен Барбер
Даррен Барбер (англ. Darren Barber, 26 грудня 1968) — канадський академічний веслувальник.
Олімпійський чемпіон 1992 року в складі вісімки, учасник 1996 року.